# Hans-Georg Lambert
Hans-Georg Lambert (* 7. Oktober 1939; † 4. September 2015 in Zaandam in den Niederlanden) war ein deutscher Fußballspieler.

## Karriere
Lambert spielte beim 1. FC Saarbrücken zwei Spielzeiten in der Oberliga. In seiner ersten Saison 1958/59 wurde Platz vier belegt. Am 27. September 1959 stand er mit dem 1. FCS im Südwest-Pokalendspiel gegen Borussia Neunkirchen, das 0:1 verloren ging. Ein Jahr später, in Lamberts letztem Jahr in Saarbrücken, wurde Platz drei erzielt. Er wechselte in die Niederlande und spielte zwei Jahre für Willem II Tilburg in der 2. niederländischen Liga, bevor er nach Deutschland zurückkehrte. Lambert kam zum Karlsruher SC im letzten Jahr der erstklassigen Oberliga Süd. Dem KSC glückte durch das Erreichen von Platz fünf die Qualifikation für die Fußball-Bundesliga. Lambert wurde in keinem Saisonspiel eingesetzt, er blieb Ersatzspieler. Zur Premierensaison der Bundesliga zeigte der FC Schalke 04 Interesse an der Verpflichtung von Lamberts Mitspieler, dem Nationalspieler Günter Herrmann. Zu dieser Zeit war die Höchstsumme für einen Spielerwechsel durch den DFB auf 50.000 DM festgeschrieben. Diese Summe war dem KSC für den Wechsel zu wenig. So einigten sich der KSC und der S04 – nach den Erkenntnissen des DFB-Sportgerichtes – auf den Wechsel von zwei Spielern für die Gesamtsumme von 100.000 DM. Neben Herrmann wechselte auch Lambert nach Gelsenkirchen.
Bei Schalke wirkte Lambert zu Saisonbeginn in zwei Freundschaftsspielen mit, wobei er sich in Deventer verletzte. Danach wegen der Transferangelegenheit vorübergehend gesperrt, kam er in der Saison 1963/64 nur am 9. Spieltag gegen Werder Bremen zum Einsatz, das Heimspiel wurde vom S04 2:3 verloren und Lambert erhielt Lob, wurde aber erneut verletzt, wobei er in der 2. Halbzeit als Statist über die Runden kommen musste. Im weiteren Verlauf blieb dem Saarländer, auch wegen ständig ihn begleitender Verletzungsprobleme, nur die Reservistenrolle und erst gegen Saisonende 1964 kam er wieder zu Freundschafts-Einsätzen. Lambert absolvierte in zwei Spielzeiten nur das eine Bundesligaspiel. Später war er nochmals im Kader eines niederländischen Vereins, des USV Elinkwijk.